# Ahoa
Ahoa ist ein Dorf im Distrikt Hahake im Königreich Uvea, welches als Teil des französischen Überseegebiets Wallis und Futuna zu Frankreich gehört.

## Lage
Ahoa ist das einzige Dorf in Hahake, welches an der Westküste der Insel Uvea liegt, die zu den Wallis-Inseln gehört. In dem dünn besiedelten Dorf befindet sich die Chapelle Kanahe.
Südlich des Dorfes an der Grenze zum Distrikt Muʻa befinden sich zwei Seen, der größere der beiden ist der bekannte Lac Lalolalo (deutsch Lalolalo-See).